# Claire Rothman
Claire Rothman est une dirigeante d'entreprises américaine.
Sa carrière est intimement liée à l’émergence des salles omnisports et de spectacle aux États-Unis. Après avoir travaillé au Spectrum de Philadelphie et à l'ouverture du Coliseum at Richfield près de Cleveland, elle est présidente et directrice générale du Forum d’Inglewood, près de Los Angeles, en Californie jusqu'en 1995.

## Biographie

### Jeunesse et débuts
Claire Rothman obtient son diplôme de fin d'études secondaires et renonce à l’université pour travailler dans l'entreprise d'hôtellerie et de fournitures de son mari. Le couple divorce en 1967.
La carrière professionnelle de Claire Rothman est intimement liée à l’émergence des grandes salles omnisports et évènementielles construites dans le cadre de l'expansion de la Ligue nationale de hockey (NHL) lancée à la fin des années 1960.
Claire Rothman est engagée en 1967 comme comptable du Spectrum, la nouvelle aréna de Philadelphie qui accueille les Flyers. Elle en est promue directrice commerciale au bout d’un an et demi. Elle conclut un accord exclusif avec un promoteur de spectacle local afin d’organiser tous les spectacles, le premier accord de ce type dans le pays.
Elle prend la direction du Wild Kingdom, un parc à thème d'Orlando, en Floride pendant 18 mois.
En 1974, elle participe à l'ouverture du Coliseum at Richfield, entre Akron et Cleveland, la future salle des Cavaliers, une franchise de la National Basketball Association (NBA).

### The Forum

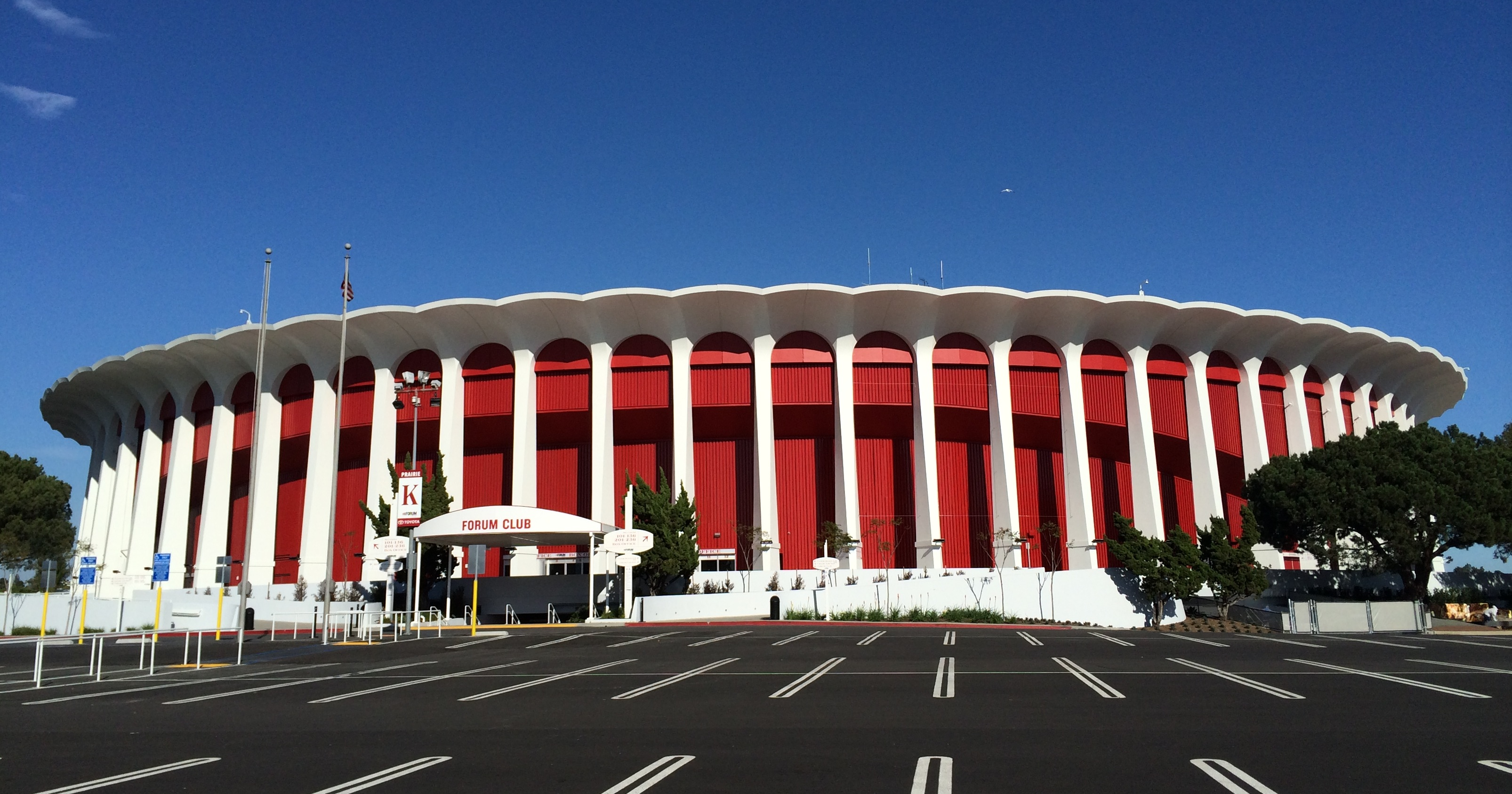
The Forum à Inglewood.

L’année suivante, Claire Rothman est engagée par Jack Kent Cooke pour diriger le Forum, salle de sports située à Inglewood, près de Los Angeles, en Californie. C’est elle qui lui présente Jerry Buss à la fin des années 1970 lorsqu’il cherche à vendre le Forum et les franchises résidentes : les Lakers en NBA et les Kings en NHL.
Jerry Buss acquiert le Forum en 1979 et la nomme présidente et directrice générale. Son travail consiste notamment à planifier les matchs à domicile des franchises sportives de NBA, de NHL et de Major Indoor Soccer League (MISL) et à compléter le calendrier par des spectacles. Le Forum accueille entre autres les concerts de Prince, Elton John et les Grammy Awards.
Pionnière parmi les femmes dans la gestion des salles de spectacle, elle intègre le Women's Trusteeship, réseau de femmes d’influence de Californie du Sud,.
Elle quitte la direction du Forum en 1995 pour occuper un poste chez Ticketmaster, une société américaine spécialisée dans la vente et la distribution de billets de spectacles.
Elle prend sa retraite en 1999, mais continue de siéger aux conseils d'administration de diverses sociétés comme le Performing Arts Center of Los Angeles County et la Reprise Theater Company.

## Renommée
Le personnage de Claire Rothman joue un rôle majeur dans la série Winning Time: The Rise of the Lakers Dynasty produite par HBO, réalisée par Adam McKay et basée sur le livre Showtime: Magic, Kareem, Riley, and the Los Angeles Lakers Dynasty of the 1980s de Jeff Pearlman. Son rôle est tenu par l’actrice Gaby Hoffmann,.